# Zerkaa
Joshua Bradley (London, 1992. szeptember 4. –), ismertebb nevén Zerkaa vagy Josh Zerker angol streamer és Youtuber. Tagja a Sidemen YouTube-csoportnak. 2020 és 2022 között két sorozat volt a csatornáján, a Zerkaa Thursdays és a Reddit Mondays. Második csatornájára tölt fel gaming videókat és a Twitch platformon közvetít élőben. 2022-ben a legtöbb óra megtekintéssel rendelkező brit streamer volt, 17,68 millióval.
2019-ben az Egyesült Királyság kilencedik legbefolyásosabb internetes személyiségének nevezte a The Sunday Times. 2023 szeptemberében 8,47 millió feliratkozója és több, mint 2,27 milliárd megtekintés van. Zenét Tommy T néven ad ki.

## Fiatalkora
Joshua Charlie Joseph Bradley 1992. szeptember 4-én született Bermondsey-ben, Londonban. Iskolában találkozott Tobi Brownnal, akivel később együtt csatlakoztak a Sidemenhez. Tanulmányait a Ravensbourne Egyetemen folytatta, digitális filmgyártást tanult.

## Karrier
Bradley 2009-ben indította csatornáját, főként a Call of Duty és a FIFA játékokról töltött fel videókat. 2012-ben készítette második csatornáját, a ZerkaaPlays-t. 2013 októberében az egyik alapítótagja volt a Sidemen csoportnak. 2014-től 2018-ig velük élt, mielőtt egy londoni apartmanba költözött volna barátnőjével.
2014-ig nem mutatta meg arcát az interneten, amíg a KickTV meg nem hívta New Yorkba egy FIFA-tornára. 2014 októberében Bradley megnyerte a The Sidemen Experience sorozatot a Comedy Central UK csatornán. 2015 elején ért el 1 millió feliratkozót.
2017. április 9-én elindította a ZRK London divatmárkát. 2018-ban főszereplő volt a The Sidemen Show YouTube Premium-sorozatban. 2019 decemberében a Sidemen más tagjaival és S-X-szel együtt kiadta a The Gift című kislemezt, amely 77. helyig jutott a Brit kislemezlistán. 2020-ban Sabaka néven pedig megjelentette a Run című dalt Jme-vel.

## Magánélet
Bradley a Millwall FC rajongója és hat éves kora óta van szezonjegye. 2010 óta kapcsolatban van Freya Nightingale-lel, aki szintén youtuber. Egy féltestvére van, nem vallásos. 2021 januárjában elkapta a Covid19 vírust.

## Filmográfia
| Év   | Cím             | Szerep | Jegyzetek      | For.   |
| ---- | --------------- | ------ | -------------- | ------ |
| 2018 | KSI: Can't Lose | Önmaga | Dokumentumfilm | [ 30 ] |

| Év   | Cím                    | Szerep | Csatorna          | Jegyzetek                         | For.   |
| ---- | ---------------------- | ------ | ----------------- | --------------------------------- | ------ |
| 2014 | The Sidemen Experience | Önmaga | Comedy Central UK | Főszereplő; 5 epizód              | [ 15 ] |
| 2018 | The Sidemen Show       | Önmaga | YouTube Premium   | Főszereplő; 7 epizód              | [ 31 ] |
| 2018 | Formula E Voltage      | Önmaga | YouTube           | A 2018 Ad Diriyah ePrix epizódban | [ 32 ] |
| 2020 | How to Be Behzinga     | Önmaga | YouTube           | 2 epizód                          | [ 33 ] |

## Diszkográfia
| Cím                                                           | Év   | Slágerlista | Slágerlista | Slágerlista | Slágerlista | Slágerlista |
| Cím                                                           | Év   | UK          | UK R&B      | UK Ind.     | NZ Hot      | SCO         |
| ------------------------------------------------------------- | ---- | ----------- | ----------- | ----------- | ----------- | ----------- |
| The Gift (a Sidemen tagjaként, S-X közreműködésével)          | 2019 | 77          | 40          | 11          | 27          | 26          |
| Run (Sabaka néven, Jme-vel)                                   | 2020 | —           | —           | —           | —           | —           |
| Tommy T (Tommy T néven, Wickeddel)                            | 2021 | —           | —           | —           | —           | —           |
| This or That (a Sidemen tagjaként, Randolph közreműködésével) | 2022 | —           | —           | 23          | 14          | –           |
| Here to Stay (Tommy T néven, SparkyKNE közreműködésével)      | 2022 | —           | —           | —           | —           | —           |